# Komitet Międzypartyjny
Komitet Międzypartyjny zwany też Centralnym Komitetem Obywatelskim – tajna reprezentacja polityczna zaboru pruskiego zawiązana przez Narodową Demokrację.
Powstał nielegalnie w 1916 r. w Poznaniu. Zawiązany przez Stronnictwo Narodowo-Demokratyczne skupiał prokoalicyjnych polityków zaboru pruskiego. Wywierał wpływ na politykę Koła Polskiego w parlamencie niemieckim. Utrzymywał kontakty z podobnymi reprezentacjami politycznych w pozostałych zaborach: Międzypartyjnym Kołem Politycznym w Królestwie Polskim i Związkiem Międzypartyjnym w Galicji. Po powstaniu w 1917 roku Komitetu Narodowego Polskiego w Paryżu uznawał jego autorytet jako rządu polskiego. U schyłku wojny KM opowiedział się za włączeniem zaboru pruskiego do państwa polskiego. Na wypadek wybuchu rewolucji w Niemczech liczył się z możnością przejęcia zbrojnie władzy z rąk Niemców. W zasadzie jednak przyłączenie zaboru pruskiego do państwa polskiego miało nastąpić w drodze pokojowej na mocy decyzji kongresu międzynarodowego. Do kierowania sprawami wojskowymi KM wyłonił Komisję Wojskową na czele której stali: Mieczysław Paluch i Bolesław Hulewicz. 11 listopada 1918 przekształcił się w działającą legalnie Naczelną Radę Ludową.
Do Komitetu Międzypartyjnego należeli m.in. ksiądz Stanisław Adamski, Bernard Chrzanowski, Władysław Grabski z Kurcewa, Roman Leitgeber, Stefan Łaszewski, Bolesław Marchlewski, Felicjan Niegolewski, Władysław Seyda, ksiądz Antoni Stychel, Tadeusz Szułdrzyński, Wojciech Trąmpczyński, ksiądz Antoni Wolszlegier.